# Federación Libertaria Argentina
Die Federación Libertaria Argentina (FLA) ist eine argentinische anarchistische Föderation und Mitglied der Internationale der Anarchistischen Föderationen. Sie ist vorwiegend in Buenos Aires, San Pedro, La Pampa und Rosario aktiv. Gegründet wurde sie im Oktober 1935 als Federación Anarco-Comunista Argentina (dt.: Anarchokommunistische Föderation Argentiniens), änderte jedoch den Namen 1955 in die heutige Form, um auch sich für Anarchisten verschiedener Strömungen zu öffnen. Seit 1985 gibt die FLA die Zeitung El Libertario heraus.
Der bekannte argentinische Schriftsteller, Anarchist und Pazifist Osvaldo Bayer sympathisiert mit der FLA.